# Sipodotus wallacii
A Sipodotus wallacii a madarak osztályának verébalakúak (Passeriformes) rendjébe és a tündérmadárfélék (Maluridae) családjába tartozó Sipodotus egyetlen faja.

## Rendszerezése
A fajt George Robert Gray angol zoológus írta le 1862-ben, a Todopsis nembe Todopsis wallacii néven.

## Alfajai
- Sipodotus wallacii coronatus (Gould, 1878)
- Sipodotus wallacii wallacii (G. R. Gray, 1862)[2]

## Előfordulása
Új-Guinea és néhány környéki szigeten, Indonézia és Pápua Új-Guinea területén honos. Természetes élőhelyei a szubtrópusi és trópusi síkvidéki esőerdők. Állandó, nem vonuló faj.

## Megjelenése
Testhossza 13 centiméter, testtömege 7-8 gramm.

## Természetvédelmi helyzete
Az elterjedési területe nagyon nagy, egyedszáma ugyan csökken, de még nem éri el a kritikus szintet. A Természetvédelmi Világszövetség Vörös listáján nem fenyegetett fajként szerepel.